# Burksiella platensis
Burksiella platensis är en stekelart som först beskrevs av De Santis 1957.  Burksiella platensis ingår i släktet Burksiella och familjen hårstrimsteklar. Inga underarter finns listade.